# Indipendèntzia Repùbrica de Sardigna
Indipendèntzia Repùbrica de Sardigna (italsky indipendenza Repubblica di Sardegna, iRS) v překladu do češtiny nezávislost Republiky Sardinie) je sociálně demokratická separatistická politická strana v Itálii. Cílem strany je nezávislost Sardinie na Itálii. Předseda strany je Gavino Sale. Strana vznikla v roce 2002.